# Высшие учебные заведения Воронежа

Первые высшие учебные заведения в Воронеже появились в начале XX века. Тогда воронежская общественность инициировала создание сельскохозяйственного института в городе. ВСХИ был учреждён по указу Николая II в 1912 году. В 1918 году в Воронеж был эвакуирован персонал и оборудование Юрьевского университета. На их базе по решению СНК РСФСР был учреждён Воронежский государственный университет. В первые годы советской власти были открыты Практический институт, воронежское отделение Московского археологического института, Высшие художественные курсы и другие. Позже из-за отсутствия финансирования они были закрыты. В 1924 году в городе было 2 вуза: ВГУ и ВСХИ. В 1927 году открыт Воронежский зооветеринарный институт. В 1930-х годах прошла череда разукрупнения вузов и на базе факультетов ВГУ были созданы институты: медицинский (1930), педагогический (1931) и народнохозяйственного учета.
В списке приведены высшие учебные заведения или их филиалы, расположенные в городе Воронеже. Список разделён на 4 группы (государственные вузы, филиалы государственных вузов, негосударственные вузы и филиалы негосударственных вузов), которые в свою очередь отсортированы по году открытия учебного заведения.
| Название                                                                                             | Сокращённо           | Статус               | Основан              | Фотография |
| Государственные вузы                                                                                 | Государственные вузы | Государственные вузы | Государственные вузы | Государственные вузы |
| --- | -------------------- | -------------------- | -------------------- | --- |
| Воронежский государственный аграрный университет                                                     | ВГАУ                 | университет          | 1912                 | |
| Воронежский государственный университет                                                              | ВГУ                  | университет          | 1918 (1802)          | |
| Воронежский государственный лесотехнический университет                                              | ВГЛТУ                | университет          | 1930                 | |
| Воронежский государственный медицинский университет имени Н. Н. Бурденко                             | ВГМУ                 | университет          | 1930                 | |
| Воронежский государственный архитектурно-строительный университет                                    | ВГАСУ                | университет          | 1930                 | |
| Воронежский государственный университет инженерных технологий                                        | ВГУИТ                | университет          | 1930                 | |
| Воронежский государственный педагогический университет                                               | ВГПУ                 | университет          | 1931                 | |
| Военно-воздушная академия имени профессора Н. Е. Жуковского и Ю. А. Гагарина                         | ВУНЦ ВВС ВВА         | академия             | 1949                 | |
| Воронежский государственный технический университет                                                  | ВГТУ                 | университет          | 1956                 | |
| Воронежский институт государственной противопожарной службы МЧС России                               | ВИ ГПС МЧС           | институт             | 1967                 | |
| Воронежский государственный институт искусств                                                        | ВГИИ                 | институт             | 1971                 | |
| Воронежский институт МВД России                                                                      | ВИ МВД РФ            | институт             | 1972                 | |
| Воронежская государственная академия спорта                                                          | ВГАС                 | академия             | 1979                 | |
| Воронежский институт Федеральной службы исполнения наказаний Минюста России                          | ВИ ФСИН              | институт             | 2001                 | |
| Филиалы иногородних государственных вузов                                                            |                      |                      |                      | |
| Воронежский институт правительственной связи Академии ФСО России                                     | ВИПС АФСО            | академия             | 1943                 | |
| Московский государственный университет путей сообщения                                               | ВФ МГУПС             | университет          | 1951                 | |
| Российский экономический университет имени Г. В. Плеханова                                           | ВФ РЭУ               | университет          | 1956                 | |
| Российский государственный социальный университет                                                    | ВФ РГСУ              | университет          | 1994                 | |
| Российская академия народного хозяйства и государственной службы при Президенте Российской Федерации | ВФ РАНХиГС           | академия             | 1995                 | |
| Государственный университет морского и речного флота имени адмирала С.О. Макарова                    | ВФ ГУМРФ             | университет          | 1997                 | |
| Российская академия правосудия                                                                       | ЦФ РАП               | академия             | 2001                 | |
| Негосударственные вузы                                                                               |                      |                      |                      | |
| Воронежская православная духовная семинария                                                          | ВПДС                 | семинария            | 1745                 | |
| Воронежский институт практической психологии и психологии бизнеса                                    | ВИПППБ               | институт             | 1989                 | |
| Институт менеджмента, маркетинга и финансов                                                          | ИММиФ                | институт             | 1991                 | |
| Воронежский институт высоких технологий                                                              | ВИВТ                 | институт             | 1992                 | |
| Международный институт компьютерных технологий                                                       | МИКТ                 | институт             | 1992                 | |
| Воронежский институт экономики и социального управления                                              | ВИЭСУ                | институт             | 1995                 | |
| Воронежский экономико-правовой институт                                                              | ВЭПИ                 | институт             | 1997                 | |
| Автомобильный транспортный институт                                                                  | АТИ                  | институт             | 1997                 | |
| Филиалы иногородних негосударственных вузов                                                          |                      |                      |                      | |
| Воронежский институт кооперации БУКЭП                                                                | ВИК (ВФ БУКЭП)       | университет          | 1952                 | |
| Международный институт экономики и права                                                             | ВФ МИЭП              | институт             | 1992                 | |
| Московская академия экономики и права                                                                | ВФ МАЭП              | академия             | 1994                 | |
| Московский гуманитарно-экономический институт                                                        | ВФ МГЭУ              | институт             | 1995                 | Воронежский институт (филиал) автономной некоммерческой организации высшего образования Московского гуманитарно-экономического университета основан в 1995 году и осуществляет подготовку по 8 образовательным программам. |
| Современная гуманитарная академия                                                                    | ВФ СГА               | академия             | 1997                 | |
| Московский университет имени С. Ю. Витте                                                             | ВФ МИЭМП             | университет          | 1998                 | |
| Российский новый университет                                                                         | ВФ РосНОУ            | университет          | 2000                 | |